# بسلان

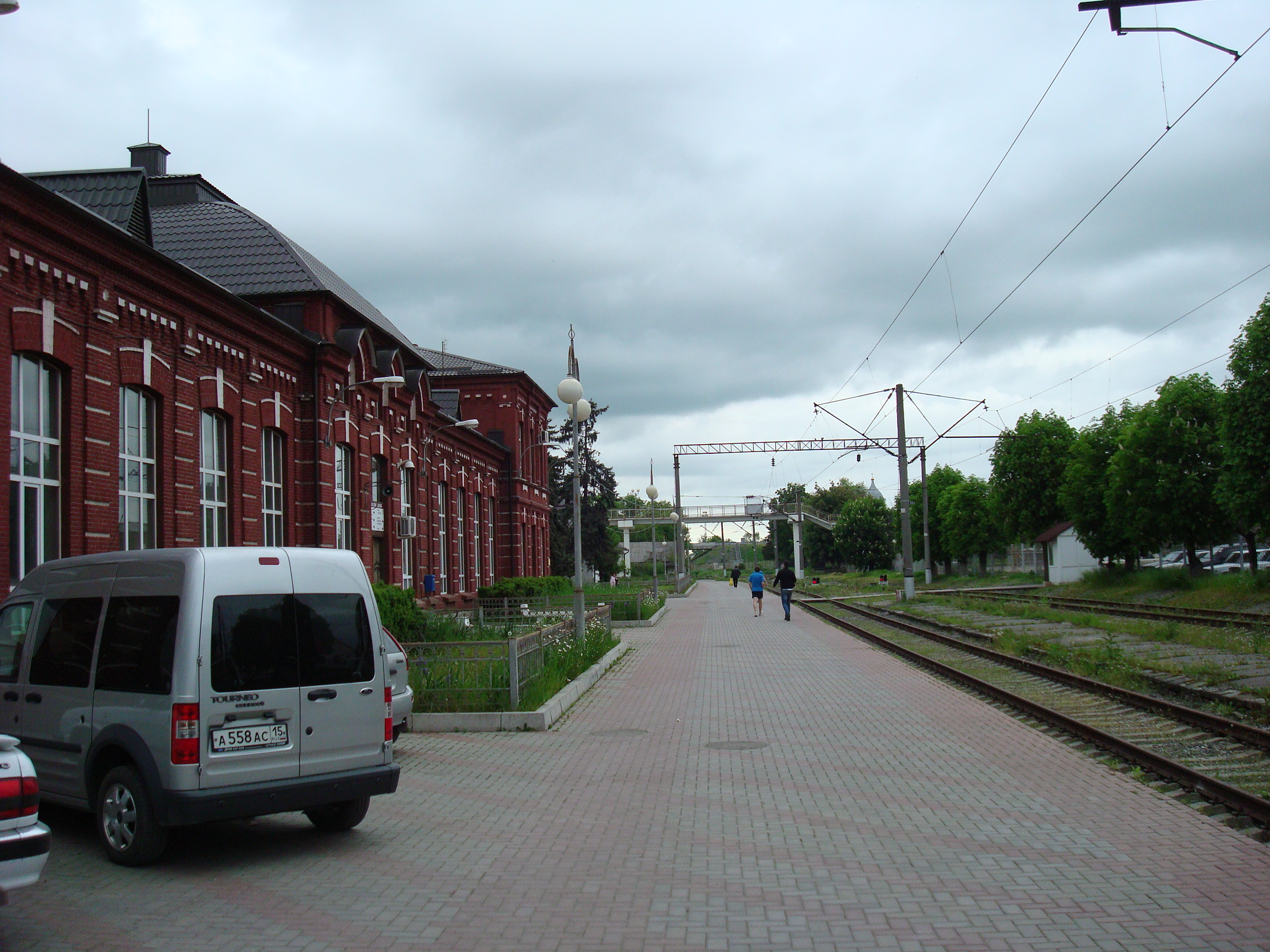
تصویری از ایستگاه قطار بسلان - ۲۰۱۰

بِسلان (به روسی: Беслан) (آسی: Беслӕн، تلفظ: بِشلَن) در جنوب غرب کشور روسیه. این شهر مرکز اداری ناحیه پراووبرژنی جمهوری اوستیای شمالی-آلانیا، روسیه است و در حدود ۲۹ کیلومتر (۱۸ مایل) در شمال مرکز این جمهوری یعنی شهر ولادی‌قفقاز واقع شده‌است؛ نزدیک به مرز جمهوری اینگوشتیا. بر اساس سرشماری سال ۲۰۱۰، جمعیت بسلان ۳۶۷۲۸ بود که بر این اساس سومین شهر بزرگ جمهوری یادشده پس از ولادی‌قفقاز و موزدوک است.
بسلان حدود ۲۹ کیلومتر (۱۸ مایل) شمال ولادی‌قفقاز، مرکز جمهوری، و حدود ۱٬۰۰۰ مایل (۱٬۶۰۰ کیلومتر) جنوب مسکو قرار دارد. دسترسی هوایی به این شهر از طریق فرودگاه بسلان است.
نام شهر بسلان تا سال ۱۹۴۱ میلادی تولاتوف و سپس تا سال ۱۹۵۰ ایریستون بود. آسی‌ها به قومیت خود ایر می‌گویند که همان واژه آریایی/ایرانی است و ایریستون در زبان آسی به معنای «ایرانستان» (سرزمین ایرانیان) است.

## تاریخ
بسلان در سال ۱۸۴۷ توسط مهاجرانی از سایر نقاط اوستیا تأسیس شد و به‌طور غیررسمی به نام بسلان تولاتوف (Beslan Tulatov) یک ارباب محلی، بسلانی‌کاو («محل سکونت بسلان») نامیده می‌شد، اما در استفاده رسمی، این شهر با اشاره به نام خانوادگی تولاتوف به عنوان تولاتوف یا تولاتوفسکویه شناخته می‌شد. شهر سپس در سال ۱۹۴۱ به ایریستون تغییر نام داد (که به همان معنی اوستیا/سرزمین ایرانی‌ها است). از سال ۱۹۴۲ تا ۱۹۴۳ آلمان‌ها تلاش کردند بسلان را در خط آدیغه-بسلان-موزدوک تصرف کنند. در سال ۱۹۵۰، زمانی که شهر به سرعت در حال صنعتی شدن بود، به بسلان تغییر نام داد.

### بحران گروگان‌گیری مدرسه بسلان
در ۱ سپتامبر ۲۰۰۴، کودکان مدرسه بسلان شماره. ۱ توسط یک گروه حداقل سی و دو نفری تروریست‌های اسلامی مرتبط با جنگ دوم چچن گروگان گرفته شدند. گروگان‌گیری در مدرسه بسلان در ۳ سپتامبر با تیراندازی خونین بین تروریست‌ها و نیروهای امنیتی روسیه پایان یافت. بر اساس اطلاعات رسمی، ۳۳۴ نفر کشته شدند، ۱۸۶ آنها کودک بودند و این درگیری صدها زخمی نیز برجا گذاشت. همه گروگان‌گیران به جز یکی کشته شدند. اسلام‌گرای بازمانده دستگیر، محاکمه و به حبس محکوم شد.

## وضعیت اداری و شهرداری
بسلان در چارچوب تقسیمات اداری به عنوان مرکز اداری ناحیه پراووبرژنی عمل می‌کند. به عنوان یک بخش اداری، در منطقه پراووبرژنی به عنوان شهر بسلان تحت حوزه قضایی منطقه گنجانده شده‌است. به عنوان یک بخش شهرداری، شهر بسلان تحت صلاحیت ناحیه در داخل منطقه شهری پراووبرژنی به عنوان شهرک شهری بسلانسکویه گنجانده شده‌است.

## اقتصاد
بسلان یک تقاطع راه‌آهن مهم است که در خط اصلی بین روستوف-نا-دونو و باکو قرار دارد و نقطه شروع یک خط منشعب به ولادی‌قفقاز است. این یک شهر صنعتی-کشاورزی است که تحت‌الشعاع یک کارخانه بزرگ فرآوری ذرت قرار دارد که در دهه ۱۹۴۰ تأسیس شد.

## گروه‌های قومی
در سال ۲۰۰۲، ترکیب قومی شهر به شرح زیر بود:
- اوستیایی‌ها: ۸۱٫۸٪
- روس‌ها: ۱۳٫۵٪

## آموزش
یکی از مدارس بسلان، مدرسه ایوان و کنستانتین کانیدیس است. در سال ۲۰۱۰ وقف شد و به نام معلم ایوان (یانیس) کانیدیس و پسرش نامگذاری شد. معلم در حین گروگان‌گیری در مدرسه بسلان در سال ۲۰۰۴ در مدرسه شماره ۱ درگذشت. دولت‌های یونان و نروژ ۲٫۵ میلیون یورو از طریق برنامه توسعه سازمان ملل متحد برای ساخت مدرسه پرداخت کردند. برنامه‌های ورزشی این مدرسه در فوتبال تخصص دارد.
مدرسه دیگری که در خیابان کومینترنا قرار دارد جایگزین مدرسه شماره ۱ شد زیرا مدرسه شماره ۱ پس از گروگان‌گیری بسته شد.

## افراد سرشناس
- آلن دزاگویف (زاده. ۱۹۹۰)، بازیکن فوتبال فدراسیون حرفه‌ای روسیه
- زائوربک سیداکوف (زاده. ۱۹۹۶)، قهرمان المپیک ۲۰۲۰ و دو بار قهرمان جهان کشتی آزاد آماتور